# Ofatumumab

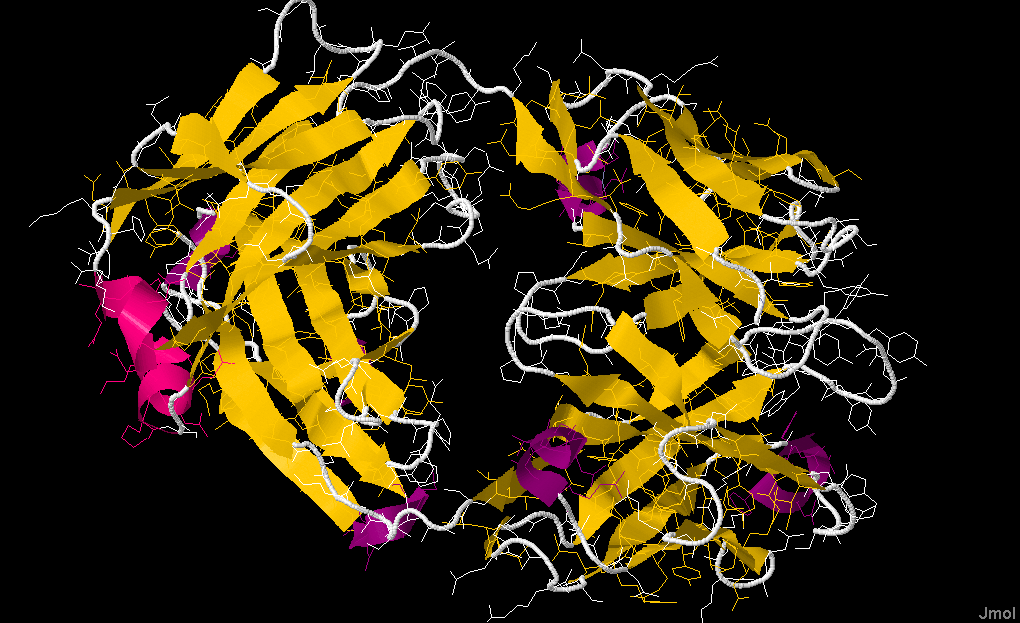
Structure cristalline du fragment Fab de l'ofatumumab.

L'ofatumumab est un anticorps monoclonal ciblant le CD20, un antigène lymphocytaire. Il est utilisé comme traitement anticancéreux, ou contre la sclérose en plaques.

## Mécanisme d'action
La fixation de la molécule sur le CD20 entraîne l'activation du système du complément qui va modifier la membrane cellulaire provoquant la lyse de la cellule.

## Efficacité
L'ofatumumab améliore certaines leucémies lymphoïdes chroniques résistantes à la fludarabine. En association avec le chlorambucil, il fait mieux que ce dernier donné seul, sur ces leucémies. Il est également actif dans la leucémie aiguë lymphoblastique dans les formes CD20.
Il est également utilisé dans le traitement de la sclérose en plaques et d'autres maladies auto-immunes. Dans une étude randomisée en double aveugle de phase III ayant inclus plus de 1 800 patients répartis en deux bras, l'un recevant de l'ofatumumab et l'autre du tériflunomide, le bras recevant l'ofatumumab a connu significativement moins de rechutes de sclérose en plaques observées en IRM sur une période d'un an et demi.

## Autres molécules anti-CD20
Le rituximab, l'ocrelizumab, le tositumomab et l'obinutuzumab sont d'autres anticorps monoclonaux se fixant sur une autre zone de la molécule CD20.